# Cardinal mesurable
En mathématiques, un cardinal mesurable est un cardinal sur lequel existe une mesure définie pour tout sous-ensemble. Cette propriété fait qu'un tel cardinal est un grand cardinal.

## Définitions et propriétés degrand cardinal

### Définition d'un cardinal mesurable
Un cardinal mesurable est un cardinal non dénombrable κ tel qu'il existe une mesure µ non triviale, κ-additive, à valeurs dans {\displaystyle \{0,1\}}, définie sur tous les sous-ensembles de κ ; µ est donc une application de l'ensemble des parties de κ vers {\displaystyle \{0,1\}} telle que :
1. Pour toute famille {\displaystyle \left(E_{i}\right)_{i\in \alpha }} (avec α < κ) de sous-ensembles de κ disjoints deux à deux, on a : {\displaystyle \mu \left(\bigcup _{i\in \alpha }E_{i}\right)=\sum _{i\in \alpha }\mu (E_{i})} ;
2. {\displaystyle \mu (\kappa )=1} et {\displaystyle \forall x\in \kappa ,\mu (\{x\})=0}.

### Interprétation par ultrafiltre
Cela revient à dire qu'il existe sur κ un ultrafiltre U (formé des sous-ensembles de mesure 1), non trivial et κ-additif, c'est-à-dire que l'intersection de toute famille de α éléments de U (avec α < κ) est encore dans U, ou encore que la réunion de toute famille de α éléments non dans U n'appartient pas non plus à U. Les cardinaux mesurables furent introduits en 1930 par Stanislaw Ulam, qui montra que le plus petit cardinal κ possédant une mesure (complète) dénombrablement additive devait en fait posséder une mesure κ-additive.

### Mesure normale et axiome du choix
Si κ est un cardinal mesurable, on démontre qu'il existe sur κ une mesure normale v, c'est-à-dire une mesure telle que pour toute application {\displaystyle f:\kappa \longrightarrow \kappa } telle que {\displaystyle f(\alpha )<\alpha } pour presque tous les α < κ, il existe un β < κ tel que {\displaystyle f(\alpha )=\beta } pour presque tous les α < κ (« presque tous » étant entendu au sens de la mesure v). Les constructions d'ultraproduits qui seront exposées dans la prochaine section utilisent des mesures normales.
Sans l'axiome du choix, il est parfaitement possible qu'un cardinal mesurable soit un successeur, et l'axiome de détermination entraîne même que ω1 est un cardinal mesurable. En revanche, l'axiome du choix implique que tout cardinal mesurable est inaccessible.
On voit ainsi qu'un axiome de grand cardinal peut n'avoir ce statut que par rapport à un système donné. La section suivante montrera en fait que, toujours en admettant l'axiome du choix (ce que nous ferons désormais sans le préciser), un cardinal mesurable est Mahlo (en), Ramsey, etc.

## Cardinaux mesurables, ultraproduits, etthéorie des modèles
Les résultats les plus intéressants concernant les cardinaux mesurables furent obtenus (en 1961) par Jerome Keisler et Dana Scott, en utilisant la construction d'ultraproduits indexés par κ (et quotientés par l'ultrafiltre correspondant à une mesure, le plus souvent choisie normale). Ils montrèrent en particulier que κ est mesurable équivaut à ce que κ est le point critique (en) d'un plongement élémentaire (en) de l'univers V dans une classe transitive M, d'où l'on déduit facilement que κ est un grand cardinal, Mahlo, ineffable, Ramsey, etc. ; ces démonstrations sont souvent rendues plus faciles en utilisant des mesures normales (dont l'existence, elle, est assez délicate à montrer).
On démontre par ailleurs qu'une mesure est normale sur κ si et seulement si tout ensemble de mesure 1 est stationnaire dans κ ; une caractérisation des mesures normales dans le langage des ultraproduits (et de l'analyse non standard) est que si  *f(*κ)<*κ, alors *f est constante (ici, *f est le prolongé de f à l'ultraproduit κκ/U, et *κ désigne la classe d'équivalence de la fonction identité).

## Mesures à valeurs réelles
On dit qu'un cardinal κ est mesurable (à valeurs réelles) s'il existe une mesure non atomique (en) (à valeurs réelles) κ-additive sur l'ensemble des parties de κ. L'hypothèse du continu (à savoir {\displaystyle {\mathfrak {c}}=\aleph _{1}}) implique que {\displaystyle {\mathfrak {c}}} n'est pas mesurable à valeurs réelles ; d'autre part, tout cardinal mesurable (à valeurs réelles) est faiblement Mahlo (en). Solovay a montré que (dans ZFC) l'affirmation de l'existence de cardinaux mesurables et celle de l'existence de cardinaux mesurables à valeurs réelles sont des axiomes équicohérents.